# Xulsigiae
Dans la religion gallo-romaine, les Xulsigiae étaient des déesses triples vénérées au sanctuaire de la source de guérison d'Augusta Treverorum (devenu Trèves). Edith Wightman suggère qu'elles "pourraient être des nymphes locales des sources"; d'autre part, elle relie aussi leur nom à celui des Suleviae, qu'elle caractérise comme étant des «déesses domestiques». Leur temple, un plus petit sanctuaire près du temple monumental de Lenus Mars, a également donné des figures d'argile du genii cucullati (ou esprit capuchonné).

## Inscription
Leur nom lui-même n'est attesté qu'à partir d'une inscription, où il accompagne celui de Lenus Mars:
LENO MARTI
ET XVLSIGIIS
L VIRIVS DISE
À V S L M
"Pour Lenus Mars et les Xulsigiae, Lucius Virius Diseto accomplit librement et à juste titre son vœu."

### Pages connexes
- Religion celtique